# Persone di nome Nicola/Politici
| Questa pagina contiene informazioni ricavate automaticamente dalle voci biografiche con l'ausilio del template Bio e di un bot. L'aggiornamento è periodico e automatico e ricostruisce completamente la pagina. Se manca una persona in questa lista, sei pregato di non aggiungerla, ma accertati piuttosto che la sua voce biografica contenga il template Bio e che i dati anagrafici siano correttamente compilati. Se il template Bio manca, inseriscilo tu stesso o, in alternativa, metti l'avviso {{tmp\|Bio}} che ne segnala la mancanza. Se i dati riportati sono sbagliati, correggi direttamente la voce biografica; le modifiche saranno visibili in questa lista entro pochi giorni. Per chiarimenti vedi il progetto antroponimi. La lista contiene solo le 96 persone che sono citate nell'enciclopedia e per le quali è stato implementato correttamente il template Bio. Pagina aggiornata al 22 lug 2025. |

Questa è una lista di persone presenti nell'enciclopedia che hanno il nome Nicola e sono politici.

## A(3)
- Nicola Adamo, politico italiano (Cosenza, n. 1957)
- Nicola Adamo, politico italiano (Atripalda, n. 1928 - Avellino, † 1980)
- Nicola Angelini, politico e avvocato italiano (Bitonto, n. 1895 - Bari, † 1966)

## B(12)
- Nicola Badaloni, politico e filosofo italiano (Livorno, n. 1924 - Livorno, † 2005)
- Nicola Badaloni, politico italiano (Recanati, n. 1854 - Trecenta, † 1945)
- Nicola Balenzano, politico italiano (Bitritto, n. 1848 - Bari, † 1919)
- Nicola Barbato, politico e medico italiano (Piana degli Albanesi, n. 1856 - Milano, † 1923)
- Nicola Bardoscia, politico e patriota italiano (Galatina, n. 1821 - † 1913)
- Nicola Basile, politico e scrittore italiano (Viggiano, n. 1883 - Genova, † 1979)
- Nicola Bellisario, politico italiano (Lanciano, n. 1921 - Lanciano, † 2015)
- Nicola Bianchi, politico italiano (Sassari, n. 1980)
- Nicola Bono, politico italiano (Modica, n. 1952)
- Nicola Botta, politico, avvocato e patriota italiano (Cefalù, n. 1834 - Cefalù, † 1886)
- Nicola Bruni Grimaldi, politico italiano (Nocera Inferiore, n. 1819 - Nocera Inferiore, † 1893)
- Nicola Buracchio, politico italiano (Fossacesia, n. 1929 - † 1982)

## C(13)
- Nicola Calandrini, politico italiano (Latina, n. 1966)
- Nicola Capria, politico e avvocato italiano (Rosarno, n. 1932 - Roma, † 2009)
- Nicola Caputo, politico italiano (Teverola, n. 1966)
- Nicola Cariota Ferrara, politico e avvocato italiano (Pomigliano d’Arco, n. 1907 - † 1972)
- Nicola Carlesi, politico italiano (Pisa, n. 1950 - Vasto, † 2014)
- Nicola Carè, politico italiano (Guardavalle, n. 1960)
- Nicola Cataldo, politico italiano (Pisticci, n. 1928 - Potenza, † 2014)
- Nicola Ciracì, politico italiano (Ceglie Messapica, n. 1969)
- Nicola Corretto, politico italiano (Torre Annunziata, n. 1922 - † 1998)
- Nicola Cotecchia, politico e funzionario italiano (Calvi Risorta, n. 1914 - † 2001)
- Nicola Crapsi, politico e sindacalista italiano (Santa Croce di Magliano, n. 1899 - Roma, † 1965)
- Nicola Crisci, politico italiano (Carpineto Sinello, n. 1949)
- Nicola Cucullo, politico italiano (Chieti, n. 1930 - Guardiagrele, † 2015)

## D(4)
- Nicola D'Agostino, politico italiano (Vibo Valentia, n. 1958)
- Nicola Danti, politico italiano (Pelago, n. 1966)
- Nicola De Falco, politico italiano (Taranto, n. 1910)
- Nicola Di Girolamo, politico italiano (Roma, n. 1960)

## F(3)
- Nicola Formichella, politico e giornalista italiano (Benevento, n. 1975)
- Nicola Fratoianni, politico italiano (Pisa, n. 1972)
- Nicola Fusillo, politico italiano (Noci, n. 1951)

## G(3)
- Nicola Giorgi, politico italiano (Pizzoli, n. 1853 - Luino, † 1909)
- Nicola Giorgino, politico italiano (Andria, n. 1969)
- Nicola Grimaldi, politico italiano (Aversa, n. 1980)

## I(3)
- Nicola Imbriaco, politico italiano (Vallo della Lucania, n. 1929)
- Nicola Intonti, politico italiano (Ariano, n. 1775 - Napoli, † 1839)
- Nicola Irto, politico italiano (Reggio Calabria, n. 1982)

## L(5)
- Nicola Lamaddalena, politico italiano
- Nicola Lapenta, politico e avvocato italiano (Corleto Perticara, n. 1926 - Roma, † 2018)
- Nicola Latorre, politico e politologo italiano (Fasano, n. 1955)
- Nicola Leanza, politico italiano (Maletto, n. 1957 - Catania, † 2015)
- Nicola Lettieri, politico italiano (Rofrano, n. 1923 - Roma, † 2004)

## M(9)
- Nicola Maffei, politico italiano (Barletta, n. 1949)
- Nicola Magrone, politico e magistrato italiano (Modugno, n. 1940 - Modugno, † 2023)
- Nicola Mancino, politico italiano (Montefalcione, n. 1931)
- Nicola Molteni, politico italiano (Cantù, n. 1976)
- Nicola Molè, politico e avvocato italiano (Polia, n. 1931 - Terni, † 2023)
- Nicola Monfredi, politico e avvocato italiano (Taranto, n. 1946 - Bari, † 1985)
- Nicola Morace, politico italiano (Crotone, n. 1894)
- Nicola Morra, politico italiano (Genova, n. 1963)
- Nicola Musto, politico e sindacalista italiano (Trani, n. 1919 - † 1961)

## N(1)
- Nicola di Oldenburg, politico tedesco (Oldenburg, n. 1897 - Rastede, † 1970)

## O(1)
- Nicola Ottaviani, politico italiano (Frosinone, n. 1968)

## P(11)
- Nicola Tommaso Pace, politico italiano (Lanciano, n. 1903 - † 1981)
- Nicola Pagliarani, politico italiano (Rimini, n. 1912 - † 2010)
- Nicola Pagliuca, politico italiano (Melfi, n. 1961)
- Nicola Pasetto, politico italiano (Verona, n. 1961 - Verona, † 1997)
- Nicola Pavese, politico italiano (San Nicola in Nove, n. 1808 - Novi Ligure, † 1894)
- Nicola Pende, politico e medico italiano (Noicattaro, n. 1880 - Roma, † 1970)
- Nicola Pistelli, politico e giornalista italiano (Castelfiorentino, n. 1929 - Cascina, † 1964)
- Nicola Polvere, politico italiano (Pago Veiano, n. 1833 - Benevento, † 1915)
- Nicola Procaccini, politico italiano (Roma, n. 1976)
- Nicola Provenza, politico e allenatore di calcio italiano (Salerno, n. 1960)
- Nicola Putignano, politico italiano (Noci, n. 1947)

## Q(1)
- Nicola Quarta, politico italiano (Campi Salentina, n. 1927 - Lecce, † 2020)

## R(5)
- Nicola Renzi, politico e insegnante sammarinese (San Marino, n. 1979)
- Nicola Rinaldi, politico italiano (Ussita, n. 1914 - San Severino Marche, † 2016)
- Nicola Rivelli, politico italiano (Napoli, n. 1955 - Napoli, † 2025)
- Nicola Rossi, politico e economista italiano (Andria, n. 1951)
- Nicola Rotolo, politico italiano (Castellana Grotte, n. 1925 - † 2024)

## S(15)
- Nicola Salerno, politico italiano (Ostuni, n. 1897 - Napoli, † 1983)
- Nicola Sanese, politico italiano (Casalbordino, n. 1942)
- Nicola Sanna, politico e agronomo italiano (Bochum, n. 1963)
- Nicola Santangelo, politico italiano (Napoli, n. 1785 - Napoli, † 1851)
- Nicola Savino, politico italiano (Rivello, n. 1937 - Potenza, † 2025)
- Nicola Scaglione, politico italiano (Napoli, n. 1933)
- Nicola Schiavoni Carissimo, politico italiano (Manduria, n. 1818 - Manduria, † 1904)
- Nicola Selva, politico e ex velocista sammarinese (Città di San Marino, n. 1962)
- Nicola Signorello, politico italiano (San Nicola da Crissa, n. 1926 - Roma, † 2022)
- Nicola Siles, politico italiano (Reggio Calabria, n. 1873 - † 1952)
- Nicola Sodano, politico italiano (Crotone, n. 1957)
- Nicola Sole, politico italiano (Senise, n. 1833 - Senise, † 1901)
- Nicola Spada, politico italiano (Cosenza, n. 1851 - Cosenza, † 1930)
- Nicola Squitti di Palermiti e Guarna, politico italiano (Maida, n. 1856 - Roma, † 1933)
- Nico Stumpo, politico italiano (Catanzaro, n. 1969)

## T(3)
- Nicola Tabassi, politico italiano (Lama dei Peligni, n. 1880 - Roma, † 1956)
- Nicola Tondi, politico italiano (San Severo, n. 1831 - † 1898)
- Nicola Trotta, politico e medico italiano (Postiglione, n. 1930 - Eboli, † 1994)

## V(3)
- Nicola Vaccaro, politico e avvocato italiano (Cosenza, n. 1893 - † 1966)
- Nicola Vaccaro, politico italiano (Catanzaro, n. 1922 - Monterotondo, † 1964)
- Nichi Vendola, politico italiano (Bari, n. 1958)

## Z(1)
- Nicola Zingaretti, politico italiano (Roma, n. 1965)